# 2MASS J1119-1137
2MASS J11193254–1137466 (thường rút gọn thành 2MASS J1119-1137) có thể là một hành tinh lang thang nằm cách Trái Đất khoảng 95 năm ánh sáng trong chòm sao Trường Xà. 2MASS J1119-1137 lớn gấp 4 đến 8 lần so với Sao Mộc, và có niên đại khoảng 10 triệu năm. Hành tinh lang thang này cũng là một phần trong nhóm TW Hydrae. Việc phát hiện hành tinh này đã được công bố ngày 6 tháng 4 năm 2016 bởi Viện Khoa học Carnegie và Đại học Tây Ontario, Canada.
Trên thực tế, 2MASS J1119–1137 là hành tinh lang thang có độ sáng lớn thứ hai từng phát hiện. Hành tinh di chuyển vô định sáng nhất là PSO J318.5-22, đã được các nhà thiên văn phát hiện vào năm 2013. Tuổi của hành tinh ấy là 12 triệu năm, gấp hơn hai lần so với 2MASS J1119–1137.